# أنيت كوبر
أنيت كوبر (بالإنجليزية: Annette Cooper)‏ هي كاهنة انجليكانية بريطانية، ولدت في 15 نوفمبر 1953.